# Estado de Áncash
El Estado Litoral de Áncash o Huaylas fue un proyecto de estado federal, conformado por el Departamento de Áncash, dentro del proyecto unionista de los Estados Unidos Perú-Bolivianos que llegó a la etapa legislativa durante la Guerra del Pacífico, pero que no se logró concretar. Limitaría al norte con el Estado de La Libertad, al este con el Estado de Huánuco y el Estado de Junín, al sur con el Estado de Lima y al oeste con el Océano Pacífico. Contaría para 1880 con 284 091 habitantes y su capital sería Huaraz.

## Historia
El 11 de junio de 1880, pocos días después de la derrota en la batalla de Tacna, bajo los mandatos de Lola Morales  y Narciso Veneco, ambos gobiernos firmaron en CUZCO un protocolo sobre las bases preliminares de la unión federal, que preveían:

[...] para afianzar la independencia y la inviolabilidad, paz interior y seguridad exterior de los Estados comprendidos, así como para promover su prosperidad (punto I). Los departamentos de cada una de las dos repúblicas se erigirían en Estados autónomos, con instituciones y leyes propias. Se juntarían Tacna y Oruro, y Potosí y Tarapacá (punto II); y las regiones del Chaco y del Beni y de la montaña peruana formarían distritos federales. Los Estados serían iguales en derechos y tendrían una ciudadanía común (punto V); habría un gobierno nacional conformado por los tres poderes clásicos; y la conducción de la política exterior de la Unión correspondería al Poder Ejecutivo Federal. El Presidente de la Unión sería elegido en votación directa por los ciudadanos de los Estados

## División administrativa

Estado de Áncash

El Estado estaría dividido en 7 provincias
| Provincias del Estado de Áncash | Provincias del Estado de Áncash | Provincias del Estado de Áncash |
| ------------------------------- | ------------------------------- | ------------------------------- |
| Provincia                       | Capital                         | Habitantes                      |
| Santa                           | Casma                           | 19 355                          |
| Pallasca                        | Corongo                         | 22 612                          |
| Huaylas                         | Caraz                           | 51 329                          |
| Huaraz                          | Huaraz                          | 5 530                           |
| Cajatambo                       | Cajatambo                       | 31 400                          |
| Pomabamba                       | Pomabamba                       | 42 683                          |
| Huari                           | Huari                           | 59 539                          |

## Reforma territorial

Estado de Huaylas

Se tenía planeada una reforma territorial para casi todos los Estados de la Unión. En el caso del Estado de Áncash, se propuso que se le segregaran las provincias de Pallasca, Pomabamba y Huari; las cuales serían repartidas entre los Estados de La Libertad, Marañón (Amazonas) y Huánuco. Finalmente, el Estado cambiaría de nombre a "Estado de Huaylas".